# Трухільянос
Трухільянос (ісп. Trujillanos) — муніципалітет в Іспанії, у складі автономної спільноти Естремадура, у провінції Бадахос. Населення — 1433 особи (2010).
Муніципалітет розташований на відстані близько 270 км на південний захід від Мадрида, 65 км на схід від Бадахоса.

## Демографія
Динаміка населення (INE ):